# Erdmann Neumeister

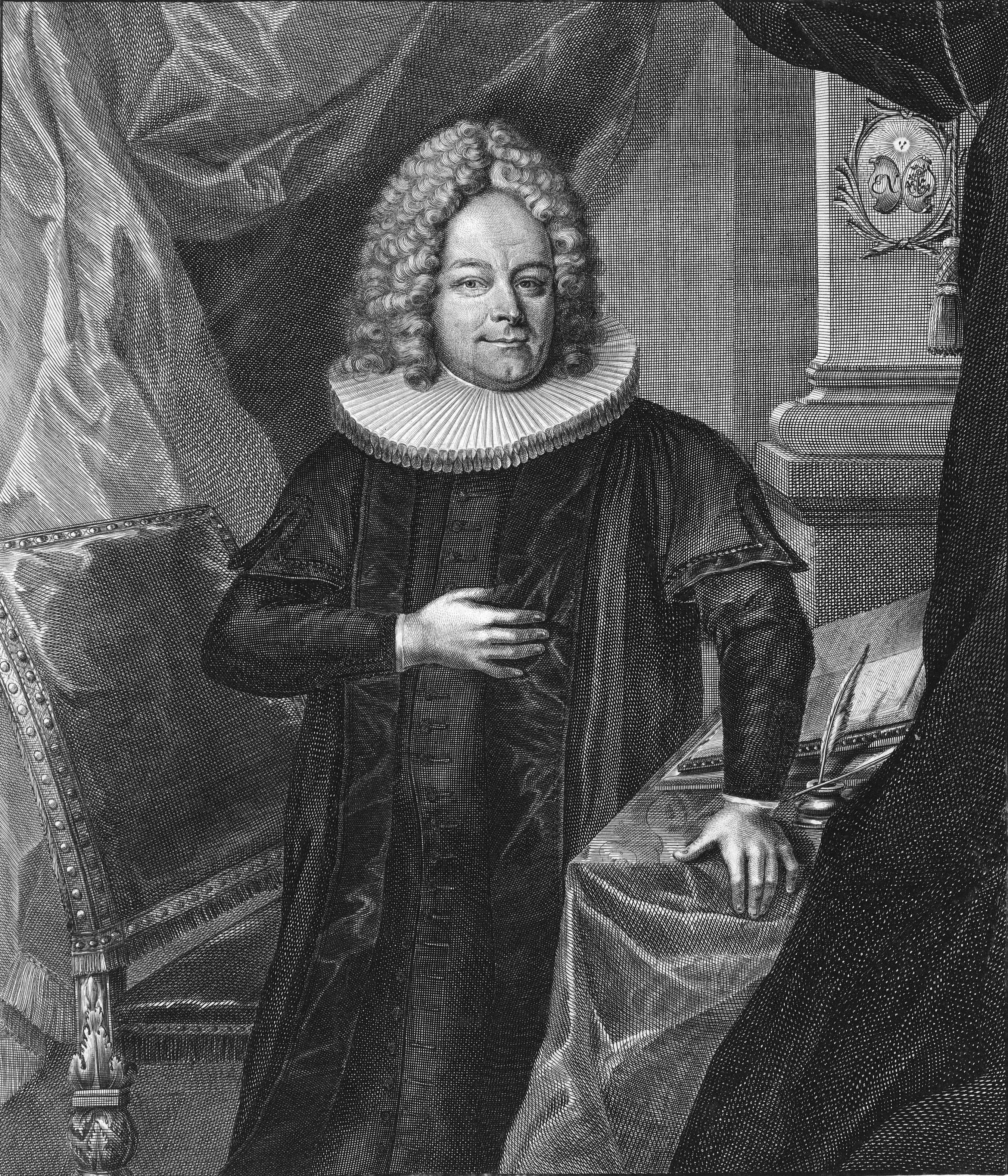
Erdmann Neumeister.

Erdmann Neumeister (Uichteritz, 12 de mayo de 1671 – Hamburgoo, 18 de agosto de 1756) fue un pastor luterano, teólogo, libretista, poeta y escritor de himnos alemán.

## Vida
Nació en Uichteritz cerca de Weissenfels en la provincia Sajonia de Alemania. Cuando tenía 15 años comenzó sus estudios en Schulpforta, un viejo gymnasium humanista. Se convirtió en estudiante de poetología y teología en la Universidad de Leipzig entre 1691 y 1697. Más tarde fue destinado como párroco a Bibra y como diaconus (diácono) para el duque de Sajonia-Weissenfels. Desde 1705 hasta 1715 fue superintendente en Sorau (hoy Zary en Polonia).
Como adulto se convertiría en un opositor vehemente del pietismo, enfrentándose primero a Felipe Jacobo Spener y después a Nicolaus Ludwig von Zinzendorf. Se le recuerda por varios himnos, como "Jesús, grande y maravillosa Star" y "Pecadores Jesús Recibirá". Murió en Hamburgoo como honorable pastor principal. Su sepultura en la Iglesia St. Jacobi fue destruida durante la Segunda Guerra Mundial.

## Obra
Sus escritos ascéticos y sus himnos tuvieron influencia entre sus contemporáneos. De los primeros cabe destacar su manual para comunión Der Zugang zum Gnadenstuhl Jesu Christi (Weissenfels, 1703); Das Aufheben heiliger Hände zu Gott (2ª edición, Hamburgoo, 1726) y Das Gott suchende und von Gott lebende Herz (Hamburgoo, 1731).

### Himnos
Escribió una gran cantidad de himnos, de los cuales bastantes se han conservado hasta nuestros días. Entre ellos sobresalen Jesus nimmt die Sunder an! y Jesu, grosser Wunderstern, así como los siguientes:
- Bleib, Jesu, bleib bei mir
- Gott verlässt die Seinen nicht
- Herr Jesu Christ, mein höchstes Gut
- Herr Jesu, meines Lebens Heil
- Ich bin bei allem Kummer still
- Ich weiss, an wen ich gläube
- Ich weiss dass mein Erlöser lebet
- Ob Menschen klug und weise sein
- So ist die Woche nun geschlossen
- Wie Gott will, also will ich sagen

### Cantatas
Neumeister escribió una serie de textos de cantatas para el año litúrgico entero, que fueron utilizados por Johann Sebastian Bach. Completó su primer ciclo de textos de cantatas en 1700 y los publicó cuatro años después. Comenzó a añadir textos bíblicos y corales a partir de su tercer ciclo en adelante. En su quinto ciclo de 1716 utiliza la forma oda.
- Gleichwie der Regen und Schnee vom Himmel fällt, BWV 18 en 1713? para Sexagésima.
- Nun komm, der Heiden Heiland, BWV 61 en 1714 para el primer domingo de Adviento.
- Ein ungefärbt Gemüte, BWV 24 en 1723 para el cuarto domingo después de la Trinidad.
- Wer mich liebet, der wird mein Wort halten, BWV 59 en 1724 para el domingo de Pentecostés.
- Gottlob! nun geht das Jahr zu Ende, BWV 28 en 1725 para el primer domingo después de Navidad.

### Obras (selección)
- Valediktionsarbeit über J.G. Carlowitz. Schulpforta 1691, Archivo y biblioteca der Landesschule Pforta.
- De Poetis Germanicis hujus seculi. Reimpresión de la edición de 1695 con traducción al alemán de Günter Merwald, editado por Franz Heiduk. Francke, Berna 1978.
- M. Erdmanns Neumeisters Abgenöthigte Defensions-Schrifft/ wider L. Joh. Georgii Albini Schmäh-Schrifft/ die er seiner absurden und ausgeschriebenen Disputationi Inaugurali irraisonnabel, alber und ungereimt anhänget. Colonia 1695 (digitalizado en digitale.bibliothek.uni-halle.de).
- Das Klagende Zion auf den Weißen Felsen über Den allzufrühen … Todes-Fall Des … Herrn Johann Adolphen/ Hertzogen zu Sachsen … / Am Trauer-Tage Der … Beerdigung/ Den 25. Iulii, An. 1697. … entworffen von Erdmann Neumeister/ P. S. in Biebra. Fleischer, Leipzig 1697 (digitalizado en digitale.bibliothek.uni-halle.de).
- Lob-Gedichte des so genannten Bauer-Hundes/ Oder Fürstl. Leib-Hundes zu Weissenfels: Mit allerhand Sitten-Lehren und angenehmen Galanterien Moralisch vorgestellet / von einem Tugend-Freund und Laster-Feind. Sin año, hacia 1700. (digitalizado en digitale.bibliothek.uni-halle.de).
- Poetische Früchte der Lippen in Geistlichen Arien, über alle Sonn-, Fest- und Apostel-Tage […] in die Hochfürstl. Sächs. SchlossCapelle zu Weissenfels zur Kirchen. Music übergeben. Bibra 1700 (digitalizado en diglit.ub.uni-heidelberg.de).
- Der Zugang zum Gnadenstuhl Jesu Christi. Weißenfels 1703.
- Geistliche Kantaten. 1705 (digitalizado en daten.digitale-sammlungen.de).
- Worte der Weisen. Weißenfels 1707.
- Allerneueste Art zur reinen und galanten Poesie zu gelangen. Hrsg. von Christian Friedrich Hunold. Hamburgo 1707 u.ö. (en archive.org)
- Der Priesterliche Lippen in Bewahrung der Lehre. Leipzig & Görlitz 1714.
- Fünffache Kirchen-Andachten, bestehend in … Arien, Cantaten und Oden. Leipzig 1717. (digitalizado en digitale-sammlungen.de)
- Heilige Sonntags=Arbeit. Leipzig 1717.
- Praefat. vor Herr D. Joh. Frid. Mayers, P.P. und Past ad D. Jacob Hainb. Hamburgoischen Sabbath. Hamburgo 1717.
- Praef. vor des Engeländischen Pred. in Londen, Thomae Brooks Tract. güldene Aepffel vor Jünglinge und Jungfrauen, wie auch eine Ehren-Krone vor die Männer und Matronen, oder: was es für eine Glückseeligkeit sey, wenn man bey zeiten fromm wird, und für eine besondere Ehre, wenn man ein alter Schüler Christi ist. Hamburgo 1717.
- Erster Evangelischer Seegen in Hamburgo. Weißenfels & Hamburgo 1718.
- Neue geistliche Gedichte auff alle Sonn- und Festtage. 2 vol. Eisenach 1718.
- Heilige Wochen-Arbeit. 4 vol. Hamburgo 1718, 1719.
- Geistliche Bibliothek. Hamburgo 1719.
- Predigten von neuen Menschen. Hamburgo 1719.
- Communion-Buch. Weißenfels 1719.
- Epistolische Nachlese der ordentl. Epistel-Predigten. Hamburgo 1720.
- Conc. Poenit. Hamburgo 1720.
- Praef. vor Herr M. Phil. Frid. Hanens, Meckl. Leben und Thaten Ignatii Lojolae, berühmten Stifftern des Jesuiter Ordens. Rost(ock?) / Neu-Brandenburg 1721.
- Kurzer Beweis, dass das jetzige Bereinigungs-Wesen mit den sogenannte Reformierten oder Calvinisten dem ganzen Catechismo schnurstraks zuwider lauffe: nebst einem Anhange, darinnen die Bereinigungs-Punkte untersucht werden. Mit Genehmhaltung und Approbation C.C. Ministeriee. Hamburgo 1721.
- Christlicher Unterricht, für die Jugend, wie die H. Advents-Zeit, das H. Christ-Fest und das Neue Jahr Gottfällig zu feyren sey. Hamburgo 1727. (digitalizado en digitale-bibliothek-mv.de)
- Das Gott Suchende, Und davon Lebende Hertz; In Morgen Und Abend-Segen, Buß-, Beicht- und Communion-Gebethen, Und andern Andachten . Hamburgo: Felginer 1730. (digitalizado en digital-stadtbibliothek.luebeck.de)
- Praef. vor Herr Joh. Langemachs, gewesenen Pred. in Neustadt, im Holsteinischen, Catechißmus-Schule. Hamburgo.
- Psalmen, Lobgesänge und Geistliche Lieder. 1755.
- Hern. Erdmann Neumeisters, Pastoris zu St. Jacobi in Hamburgo, Aufheben heiliger Hände zu GOtt, das ist, Allerhand Gebethe zu andächtiger Ausübung eines wahren Christenthums, aus seinen Geistreichen Gebeth-Büchern zusammen getragen von einem Liebhaber der Neumeisterischen Schrifften. Hamburgo 1756.